# Shakwe
Shakwe est une ville du Botswana.